# HD 209855
HD 209855，又名CP-76 1547，SAO 258003、HR 8420，是一颗恒星，视星等为6.55，位于銀經314.37，銀緯-37.45，其B1900.0坐标为赤經22h 1m 15.7s，赤緯-76° -37.45′ 12″。